# Las últimas supervivientes
Las últimas supervivientes (en inglés: The Final Girls) es una comedia de 2015 que parodia a las películas slasher estadounidense, dirigida por Todd Strauss-Schulson y escrita por M.A. Fortin y Josua John Miller. La película está protagonizada por Taissa Farmiga y Malin Akerman, con actuaciones de Adam DeVine, Thomas Middleditch, Alia Shawkat, Alexander Ludwig, Nina Dobrev, Chloe Bridges y Angela Trimbur. La cinta sigue a Max, una chica afligida por la pérdida de su madre, una famosa actriz conocida por haber participado en una película de terror de 1980, que es arrastrada junto a sus amigos en el mundo de la película más famosa de su madre, Campamento Sangriento.
El nombre del film en inglés hace referencia al apodo que reciben las protagonistas femeninas de las películas slasher, donde la protagonista, por ser quien sobrevive hasta el final para enfrentar y derrotar al asesino es popularmente llamada "Final girl".
El film tuvo su estreno mundial el 13 de marzo de 2015, en el festival South by Southwest. Después se proyectó en el Festival Internacional de Cine de Toronto de 2015, el 19 de septiembre de es mismo año. Fue estrenada en Estados Unidos el 9 de octubre de 2015 en un lanzamiento limitado y en formato doméstico bajo demanda de Stage 6 Films y Vertical Entertainment.

## Trama
Max Cartwright (Taissa Farmiga) espera en el coche mientras su madre, la actriz, Amanda (Malin Åkerman), audiciona sin éxito para una película. Cuando vuelve, Amanda se queja de que, durante el resto de su carrera, será conocida por su papel de Nancy, la Reina del grito en la película de slasher de 1986 Camp Bloodbath, ahora un clásico de culto donde su personaje muere al inicio del film en medio de una escena de sexo donde pierde su virginidad. En el camino a casa, las dos se meten en un accidente de coche, dejando a Max como la única superviviente.
Tres años más tarde, en el aniversario de la muerte de su madre, Max estudia con su mejor amiga Gertie (Alia Shawkat) y su enamorado Chris (Alexander Ludwig). El hermanastro de Gertie, Duncan (Thomas Middleditch), un super fanático del horror, se presenta y convence a Max para asistir a una presentación especial de doble función de Camp Bloodbath y su secuela, Camp Bloodbath 2: Cruel Summer, como invitada especial. En la proyección, Max no está demasiado contenta porque la exnovia posesiva de Chris  y su ex mejor amiga Vicki (Nina Dobrev) también están presentes. Durante la película, la multitud ruidosa accidentalmente incendia el teatro y en un intento de escapar Max rasga la pantalla y todos cruzan intentado escapar por la parte posterior.
Max, Chris, Gertie, Duncan y Vicki despiertan en un bosque y se encuentran con personajes de Camp Bloodbath, incluyendo a la madre de Max, en su personaje de chica agradable Nancy, comprendiendo que de alguna manera han sido transportados dentro de la película. El grupo se hace pasar incómodamente como nuevos consejeros de campamento llegando para la temporada y dejan que el primer par de asesinatos ocurra sin interferencia. Sin embargo, cuando Duncan muere a manos de Billy Murphy (Dan B. Norris), el psicópata de la película y una parodia de personajes como Michael Myers o Jason Voorhees, se dan cuenta de que también corren el riesgo de ser asesinados.
El grupo decide detener a los personajes de tener relaciones sexuales, ya que cada vez que alguien lo hace en Camp Bloodbath, son víctimas del machete de Billy y esperar a que Paula (Chloe Bridges), la Final girl, lo enfrente y asesine razonando que de sobrevivir hasta el desenlace podrán salir de la película. Chris distrae a Kurt (Adam DeVine) y Max persuade a Nancy para permanecer virgen, mientras que Vicki se pega Paula (Chloe Bridges), quien según la trama está destinada a ser la Chica final y asesinar a Billy, mientras que Gertie con el consejero Blake (Tory N. Thompson). Cuando Gertie trae el tema de Billy Murphy, los consejeros son alertados sobre el hecho de que "la leyenda urbana" de Billy es "real" y vendrá a matarlos. Entrando en pánico, los consejeros tratan de huir del campamento. Kurt y Paula huyen en el coche, mientras Duncan aparece todavía vivo. Los dos golpean a Duncan con el auto y se estrellan contra un tótem, lo que resultó en sus muertes.
Ahora consciente de que los personajes que originalmente sobrevivieron a la película pueden morir, Max y los demás deciden salvar a cualquiera que puedan. Tina (Angela Trimbur) se pone un chaleco salvavidas y guantes, para evitar que se desvista. Según la trama original Paula, quien hacia el final de la película era la única chica virgen, se enfrentó al maníaco y tras quitarle su machete lo usa para asesinarlo; por ello comprenden que Billy solo puede morir a manos de una chica virgen que lo mate con su propia arma. Deciden así que Max, la única virgen restante, sea la nueva chica final y planean poner el machete de Billy en sus manos para que pueda matarlo y terminar la película. Mientras tanto, Max y Nancy teorizan que, si Nancy sobrevive a la película, puede regresar a casa con Max y ser quien quiera que quiera, aunque el verdadero interés de la muchacha es que esta ocupe el lugar de su difunta madre, cuya pérdida no ha podido superar.
El grupo convierte la cabaña en una trampa y Tina atrae a Billy realizando un estriptis. Sin embargo, Tina se asusta cuando llega. Ella corre de Billy pero tropieza con un alambre y cae en una trampa de oso, matándola. Posteriormente, Blake, Vicki y Gertie son asesinados al tratar de derrotar a Billy. Chris, Nancy y Max huyen de la cabaña, y Billy los persigue. Chris es apuñalado y secuestra a Nancy. Max deja a Chris en una capilla abandonada en el bosque y va a rescatar a Nancy, aunque Chris le dice que no puede ser salvada. Max la encuentra en la guarida del establo de Billy y las dos mujeres pelean contra él, lo que da como resultado que Max sea apuñalada, antes de que ambas escapen.
Después de regresar a la capilla, Nancy descubre que la herida de Max es mortal y comprende que hay una tercera condición para ser la chica final: ser la única mujer sobreviviente por lo que Max no será capaz de derrotar a Billy a menos que Nancy muera. Así se sacrifica atrayendo a Billy con un estriptis, pero no antes que Max le diga que ella es su madre realmente. Al morir Nancy, Max recupera su fuerza y se enfrenta a Billy, ahora convertida en la chica final y eventualmente lo decapita con su propio machete. Chris herido se acerca a ella y los dos se besan, mientras que los créditos de cierre de Campo de Bloodbath son mostradas en el cielo. Más tarde, Max se despierta para encontrarse en el hospital, viva y reunida con todos sus amigos que milagrosamente sobrevivieron. Justo entonces, el grupo escucha la melodía de enfoque de Billy Murphy y se dan cuenta de que no regresaron al mundo real sino que pasaron a la secuela, Camp Bloodbath 2: Cruel Summer, que sería proyectada tras acabar la primera parte. Billy salta a través de las puertas de cristal del hospital cuando aparece el título. Utilizando un soporte de goteo como arma, Max salta hacia él lista para luchar antes de que la película termine abruptamente.

## Elenco y personajes
- Taissa Farmiga como Max Cartwright.
- Malin Åkerman como Nancy / Amanda Cartwright.
- Alexander Ludwig como Christopher "Chris" Briggs.
- Nina Dobrev como Vicki Summers.
- Alia Shawkat como Gertie Michaels.
- Thomas Middleditch como Duncan Michaels.
- Adam DeVine como Kurt.
- Angela Trimbur como Tina.
- Chloe Bridges como Paula.
- Tory N. Thompson como Blake.
- Reginald Robinson como Hunky Hiker.
- Lauren Gros como Mimi.
- Daniel Norris como Billy Murphy.
- Eric Carney como el joven Billy.

## Producción

### Preproducción
En febrero de 2014, se reporta que Sony Pictures Worlwide Acquisitions había comprador los derechos de la película bajo el nombre de Stage 6 Films, con Michael London y su compañía Groundswell Productions. La película fue originalmente seleccionada por New Line Cinema en noviembre de 2011, pero el guion fue comprado por otra compañía cuando la producción no despegó. El guion fue escrito por Josua John Miller y M.A. Fortin, y fue dirigida por Todd Strauss-Schulson. El padre de Miller, Jason Miller, era un actor y escritor que apareció como Padre Karras en El Exorcista. El guion de Las últimas supervivientes estaba en parte inspirado por El Exorcista, con Miller señalando: «Crecí viendo a mi padre en El Exorcista, y hay algo obsesivo, extraño, confuso, y un poco sobrenatural en ver a tu padre morir constantemente en un film. Pero hay algo que se vuelve también icónico, y nosotros intentamos reconstruir los efectos de ésto, como si tuviésemos una segunda oportunidad, pero nuestra segunda oportunidad estaba dentro de una película». Miller y Fortin también se convirtieron en productores ejecutivos, junto a Darren M. Demetre.
El 27 de febrero de 2014 fue anunciado que Malin Akerman y Taissa Frmiga habían participado en las audiciones para los dos papeles principales, interpretando a madre e hija, Amanda y Max Cartwright, respectivamente.
El 10 de abril de 2014, fue revelado que Thomas Middleditch, Alexander Ludwig, Nina Dobrev y Adam DeVine se habían unido al reparto en papeles secundarios. Middleditch interpreta a Duncan, el "geek de películas"; Ludwig retrata a Chris, el interés amoroso de Max; Dobrev interpreta a Vicki, la exnovia de Chris; y DeVine interpreta a Kurt, el "seductor adolescente" de la película dentro de una película. Alia Shawkat, Chloe Bridges, y Angela Trimbur también se unieron al elenco de la película, retratando a Gertie, Paula y Tina, respectivamente.

### Rodaje
Se planeó que la fotografía principal durase 26 días en Baton Rouge y St. Francisville, Luisiana. La producción del film se inició el 22 de abril de 2014. El 23 de abril de 2014, fue revelada una foto del rodaje por uno de los actores del reparto. Se buscó unos 200 extras para varias escenas. El rodaje de la película concluyó el 25 de mayo de 2014. A finales de octubre de ese mismo año, algunos miembros del reparto y del equipo volvieron para regrabar algunas escenas tras la prueba de proyección que se llevó a cabo a principios de ese mes.

### Postproducción
Inicialmente la postproducción tuvo lugar en Nueva York, con una edición adicional que tuvo lugar en los estudios de Sony Pictures situados en Culver City, California. El montaje de sonido fue realizado por Parabolic, en Nueva York. El 2 de octubre de 2014, una edición del film fue proyectada en Los Ángeles para una audiencia de prueba conformada por adolescentes. Después de esto, parte de equipo volvió a regrabar algunas escenas.
El 22 de diciembre de 2014, Strauss-Schulson estableció que la postproducción de la película se había completado. De acuerdo con el director, el film fue calificado como PG-13, bajo demanda del estudio.

## Soundtrack
La banda sonora de la película, titulada The Final Girls: Original Motion Picture Soundtrack, con la partitura original de Gregory James Jenkins, fue lanzada vía descarga digital el 13 de noviembre de 2015 por Varèse Sarabande, antes de un lanzamiento físico en CD el 4 de diciembre de 2015.
Gregory James Jenkins compuso la música para la película, después de haber escrito previamente la música para dos cortometrajes de Strauss-Schulson's y su debut A Very Harold & Kumar 3D Christmas (2011). Jenkins declaró: "Uno de los mayores desafíos fue tratar de crear una partitura que estaba muy empapada en 1980, mientras que todavía está tratando de traer algo nuevo a la mesa... este no es su score típico de la película, ya que es sobre todo basado en electrónica... se utilizaron muchos sintetizadores analógicos."
| Track listing |                                                  |          |  |
| N.º           | Título                                           | Duración |  |
| 1.            | «Camp Bloodbath Trailer»                         | 1:32     |  |
| 2.            | «"You Wouldn't Catch Me Dead in a Horror Movie"» | 1:13     |  |
| 3.            | «Wakeup»                                         | 0:52     |  |
| 4.            | «Oogling's a Word. Right?»                       | 2:03     |  |
| 5.            | «Theatre Fire»                                   | 3:44     |  |
| 6.            | «92 Minutes Later»                               | 1:09     |  |
| 7.            | «The Diaphragm Van»                              | 1:32     |  |
| 8.            | «Max and Mom at Camp»                            | 2:15     |  |
| 9.            | «Mimi and the Hunky Hiker»                       | 3:22     |  |
| 10.           | «Paula»                                          | 0:13     |  |
| 11.           | «Intercuts»                                      | 3:08     |  |
| 12.           | «Genie's Outta the Bottle»                       | 1:28     |  |
| 13.           | «Billy Murphy»                                   | 2:51     |  |
| 14.           | «Car Crash»                                      | 1:41     |  |
| 15.           | «I Would Have Made a Really Great Mom»           | 1:34     |  |
| 16.           | «Puttin' It Together»                            | 0:46     |  |
| 17.           | «Depressed Dock Girls»                           | 0:56     |  |
| 18.           | «Come Home With Me»                              | 2:10     |  |
| 19.           | «Operation Boobie Trap»                          | 3:26     |  |
| 20.           | «Slooooow Moooootion»                            | 1:38     |  |
| 21.           | «Ravine»                                         | 2:11     |  |
| 22.           | «Billy's Cabin»                                  | 3:05     |  |
| 23.           | «Goodbye»                                        | 2:27     |  |
| 24.           | «The Final Girl»                                 | 2:01     |  |
| 25.           | «Camp Bloodbath Sunrise Credits»                 | 1:21     |  |
| 26.           | «Billy's Back»                                   | 1:22     |  |
| 27.           | «Geoff's Jam»                                    | 2:45     |  |
| 28.           | «My So Called Credits»                           | 4:53     |  |

- Canciones no incluidas en la banda sonora incluyen "Dance Hall Days" por Wang Chung, "Bette Davis Eyes" por Kim Carnes, "Wild Heart" por Bleachers, "Mickey" por Toni Basil, "Lollipop" por The Chordettes, "Heartbreakers" por The Cold Crush Brothers, "Cherry Pie" por Warrant, y Cruel Summer por Bananarama.

## Distribución

### Marketing
El primer clip de imágenes de la película fue lanzado el 13 de marzo de 2015 exclusivamente por Deadline.com. Una escena que aparece Malin Åkerman también fue lanzada el mismo día. Más fotos promocionales fueron lanzadas el 3 de agosto de 2015 exclusivamente por Entertainment Weekly, junto con el anuncio de la fecha de estreno de la película. El primer tráiler oficial fue lanzado el 21 de agosto de 2015 por Apple Trailers. El 21 de septiembre de 2015, el póster oficial fue lanzado, junto con otro clip de la película, exclusivamente por BuzzFeed. El 1 de octubre de 2015, Rotten Tomatoes estrenó un clip exclusivo de la película. El 6 de octubre de 2015, otro clip fue lanzado a través de Apple Trailers. El 8 de octubre de 2015, un póster retro exclusivo diseñado por Alex Pardee debutó en New York Comic Con, junto con pósteres de los personajes. Al día siguiente, la empresa de diseño Mondo lanzó un póster re-imaginado para la película.

### Lanzamiento
Las últimas supervivientes se estrenó mundialmente el 13 de marzo de 2015 en el South by Southwest. Fue una de las películas que abrió la noche del festival, proyectándose en el Paramount Theatre. Después cerró el Stanley Film Festival el 2 de mayo de 2015, y tuvo una gala de estreno en el Los Ángeles Film Festival, el 2 de mayo de este mismo año.
La película se proyectó en el Festival Internacional de Cine de Toronto el 19 de septiembre de 2015, en el tercer SpectreFest annual el 24 de septiembre de este mismo año, en el Mile High Horror and Sci-Fi Film Festival el 6 de octubre, en el Aruba International Film Festival el 9 de octubre y en el Festival Internacional de Sitges el 12 de octubre de 2015.

### DVD
La película fue lanzada directamente en DVD en el Reino Unido el 12 de octubre de 2015, Australia el 5 de noviembre de 2015, Italia el 11 de noviembre de 2015, Alemania el 12 de noviembre de 2015, y España y Japón el 2 de diciembre de 2015. Fue lanzado a través de DVD y Blu-ray en Estados Unidos y Canadá el 3 de noviembre de 2015. La película tuvo su estreno en televisión el 26 de junio de 2016 en Freeform.
A partir de junio de 2017, la película ha hecho un total de $ 1.271.245 a través de DVD nacionales y Blu-ray de ventas.

## Recepción

### Críticas
The Final Girls recibió críticas positivas de los críticos de cine. Tiene una calificación de aprobación del 71% en Rotten Tomatoes, basada en 58 reseñas, con un promedio ponderado de 6.2/10. El consenso crítico del sitio dice, "The Final Girls ofrece un afectuoso guiño a los tropos mientras añade una sorprendente capa de emoción genuina para combinar con la meta diversión." En Metacritic, la película tiene una calificación de 59 de 100, basada en 13 reseñas, lo que indica "reseñas mixtas".

## Premios y nominaciones
| Año  | Premio                                    | Categoría                                   | Nominado(s)                      | Resultado | Refs.  |
| ---- | ----------------------------------------- | ------------------------------------------- | -------------------------------- | --------- | ------ |
| 2015 | Stanley Film Festival                     | Premio de la Audiencia a Mejor Largometraje | Las últimas supervivientes       | Ganadora  | [ 50 ] |
| 2015 | Festival Internacional de Cine de Toronto | People's Choice Midnight Madness Award      | Las últimas supervivientes       | Empatada  | [ 51 ] |
| 2015 | Festival de Cine de Sitges                | Mejor Película                              | Las últimas supervivientes       | Nom       | [ 52 ] |
| 2015 | Festival de Cine de Sitges                | Premio Especial del Jurado                  | Las últimas supervivientes       | Ganadora  | [ 53 ] |
| 2015 | Festival de Cine de Sitges                | Mejor Guion                                 | M.A. Fortin y Joshua John Miller | Nom       | [ 53 ] |

## Secuela
En marzo de 2015, en la South by Southwest, el guionista M.A. Fortin declaró que había habido discusiones sobre una potencial secuela, y si se hiciera una segunda película, el padre de Max sería dado a conocer. En el Festival Internacional de Cine de Toronto de 2015, Strauss-Schulson dijo que los fanes que fueran al cine y corrieran la voz ayudarían a convencer a Sony de que produjera la secuela. La secuela puede también dependerá del éxito en taquilla y de si es rentable para el estudio.